# الکساندر اسکریپنیک
الکساندر اسکریپنیک (اوکراینی: Олександр Миколайович Скрипник؛ زادهٔ ۷ نوامبر ۱۹۵۸) بازیکن فوتبال و سرمربی اهل اتحاد جماهیر شوروی سوسیالیستی است.
از باشگاه‌هایی که در آن بازی کرده‌است می‌توان به باشگاه فوتبال روتور ولگوگراد و باشگاه فوتبال چورنومورتس اودسا اشاره کرد.